# Treballs forçats

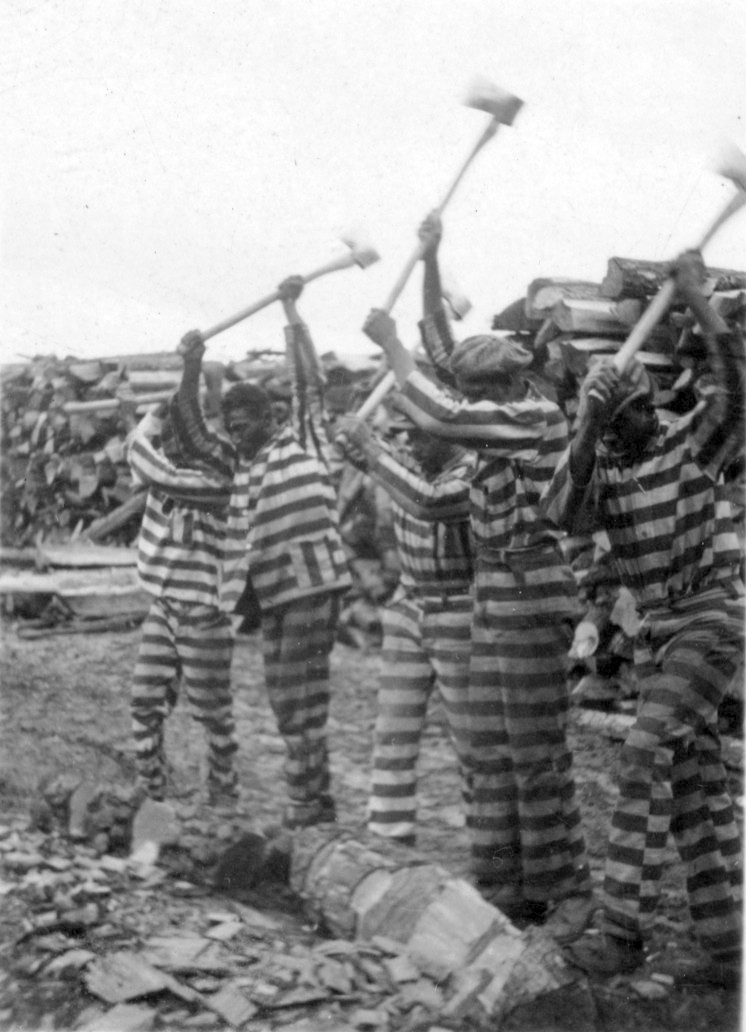
Convictes afroamericans fent treballs forçats el 1934 a Carolina del Sud (Estats Units d'Amèrica).

Els treballs forçats són un càstig aplicat a delinqüents o presoners de guerra pel qual la pena de privació de llibertat s'acompanya de la realització forçada de treball generalment no remunerat. En alguns casos es presenta com un treball a què s'obliga els menors d'edat.
Des de l'aprovació de la Constitució del 1978 a Espanya els treballs forçats resten prohibits (article 25.2). Tanmateix, es poden utilitzar un treball a la comunitat com a alternativa a la presó o multa i com a mitjà de reinserció. Dins de les presons és possible treballar si el pres ho sol·licita, tanmateix mai no és obligatori. De fet no tots els presos que sol·liciten treball l'obtenen per falta d'empreses que n'ofereixin. Els presos obtenen un sou baix, tanmateix, com a la presó, tenen el menjar i l'allotjament gratuït. Les condicions laborals són molt variables, sent en alguns casos infrahumanes. Als presos sense cap formació, si la feina implica l'aprenentatge d'un treball qualificat, és possible que els faciliti la seva reinserció. Les empreses aconsegueixen mà d'obra pràcticament gratuïta i en alguns casos a més s'estalvien el cost de l'equipament material.

## En la literatura
L'autor irlandès Oscar Wilde escrigué la seva carta De profundis durant el seu captiveri a la presó de Reading, on havia estat condemnat a treballs forçats per homosexualitat.